# Peradon
Peradon (лат.) — род мух-журчалок из подсемейства Microdontinae (Syrphidae). Неотропика. Около 30 видов.

## Описание
Мелкие мухи, длина тела от 6 до 19,5 мм. Их тело более или менее вытянуто, брюшко, самое большее, немного шире грудной клетки и у некоторых видов в основании сужено. Окраска тела варьируется от полностью матового черного до почти коричневого, красного или желтоватого цвета. Крылья часто частично желтые, коричневые или черноватые. У некоторых видов ворс на груди и/или брюшке толстый, от золотистого до серебристого. Цветовые узоры некоторых видов, по-видимому, имитируют цвета некоторых неотропических ос из семейств Pompilidae и Vespidae (Hymenoptera). Форма головы очень характерна из-за выступающих вентрально щёк и ротового края. Усики короткие. Вершина головы более или менее плоская. Катэпимерон груди плоский и голый с морщинистой текстурой. Крыловая жилка R4+5 с задним отростком. Задне-вершинный угол ячейки r4+5 широко округлый. Глаза самцов разделённые на вершине (дихоптические). Крыловая жилка R2+3 сильно изогнута в базальной части. 
Биология Peradon мало изучена. Личинки долгое время были неизвестны (Reemer 2013a), но в 2019 году впервые личинка одного из видов (Peradon diaphanus) была обнаружена в муравейнике неизвестного вида муравьёв. Наблюдения 2014 года в Суринаме над имаго видов Peradon bidens и Peradon trivittatus показало, что самцы демонстрируют территориальное поведение.

## Классификация
Около 30 видов в трёх видовых группах: bidens-group, flavofascium-group, trivittatus-group. Род Peradon был впервые выделен в 2003 году для типового вида Mulio bidens Fabricius, 1805 и нескольких неотропических видов, ранее включаемых в состав рода Муравьиные журчалки (Microdon Meigen, 1803). Родовое имя происходит от сочетания латинизированных греческих слов peras (запад) и odon (суффикс, производный от рода Microdon) и обозначает распространение только в Западном полушарии.
- Peradon angustiventris (Macquart, 1855)
- Peradon angustus (Macquart, 1846)
- Peradon aureoscutus (Hull, 1943)
- Peradon aureus (Hull, 1944)
- Peradon aurifascia (Hull, 1944)
- Peradon aurigaster (Hull, 1941)
- Peradon ballux Reemer in Reemer, Skevington & Kelso, 2019[3]
- Peradon bidens (Fabricius, 1805)
  - =Peradon flavomarginatum (Curran, 1925)
  - = Peradon langi (Curran, 1925)
- Peradon bispina (Hull, 1943)
- Peradon brevis Reemer in Reemer, Skevington & Kelso, 2019[3]
- Peradon chrysopygus (Giglio-Tos, 1892)
- Peradon costaricensis Reemer in Reemer, Skevington & Kelso, 2019[3]
- Peradon diaphanus (Sack, 1921)
- Peradon elongata (Hull, 1943)
- Peradon fenestratus (Hull, 1943)
- Peradon flavipennis (Curran, 1925)
- Peradon flavofascium (Curran, 1925)
- Peradon hermetia (Curran, 1936)
- Peradon hermetoides (Curran, 1940)
- Peradon luridescens (Walker, 1857)
- Peradon niger (Williston, 1891)
- Peradon normalis (Curran, 1925)
- Peradon notialus Reemer in Reemer, Skevington & Kelso, 2019[3]
- Peradon oligonax (Hull, 1944)
- Peradon palpator Reemer in Reemer, Skevington & Kelso, 2019[3]
- Peradon pompiloides Reemer in Reemer, Skevington & Kelso, 2019[3]
- Peradon satyricus Reemer, 2014[2]
- Peradon sciarus Reemer, 2014[2]
- Peradon surinamensis Reemer in Reemer, Skevington & Kelso, 2019[3]
- Peradon trilinea (Hull, 1943)
- Peradon trivittatum (Curran, 1925)